# Francisco May Pech
Francisco May Pech (1884 - 1969) militar indígena de la etnia maya considerado como el último dirigente de las huestes rebeldes mayas de la denominada Guerra de Castas en la península de Yucatán, México, particularmente en la región que hoy constituye el estado peninsular de Quintana Roo, en donde vivió gran parte de su vida y murió.

## Datos históricos y biográficos
Nació en Yokdzonot y murió en Chan Santa Cruz que fue el nombre original de la actual ciudad de Felipe Carrillo Puerto y es también el nombre que se dio al estado maya de facto independiente, que fue capital o principal reducto de los indígenas sublevados durante la rebelión conocida como Guerra de Castas. Los mayas rebeldes eran conocidos como los Cruzoob.

## Guerra de Castas
La rebelión que se denominó Guerra de Castas, inició el 30 de julio de 1847, tras el fusilamiento de Manuel Antonio Ay, una vez que fue descubierta la conjura provocada por el hecho de que los pueblos mayas de Yucatán se negaron a seguir siendo exaccionados por la población blanca y lucharon para salir del régimen de opresión en el que vivían. Como parte de su lucha atacaron y tomaron violentamente diversas localidades controladas por los criollos, entre ellas Chemax y Valladolid, ambas en Yucatán, y se refugiaron en el oriente de la península. El proyecto de buena parte de los rebeldes era lograr la expulsión total de los blancos de las tierras mayas en la península de Yucatán.
Entre los habitantes de Yucatán y de México, en lo general, surgieron posiciones contradictorias para terminar con las insurrecciones indígenas. Había quienes proponían el exterminio de los rebeldes y sus seguidores, mientras que otros postulaban la integración de los indígenas a la moderna sociedad mexicana. La guerra habría de durar por más de medio siglo, hasta que en 1901, muertos todos los iniciadores mayas de la misma, el ejército del gobierno federal mexicano recuperó el último bastión de los rebeldes mayas: el poblado de Chan Santa Cruz. A lo largo de la lucha que se libró, los líderes indígenas y sus seguidores fueron desacreditados por los blancos, quienes los presentaban como sanguinarios, sádicos, enemigos del progreso y la cultura.

## La continuación de la lucha después de 1901
Durante los últimos años del porfiriato se inició la consolidación del territorio federal de Quintana Roo en el ámbito que había sido recién sustraído al estado de Yucatán, precisamente para tener una presencia federal en ese confín del territorio mexicano y evitar todos los intentos de segregación que aún después de finalizarse las hostilidades de la Guerra de Castas, persistían en la región.
Fue en ese contexto en el que Francisco May estableció su liderazgo y ejerció su mando entre los viejos cruzoob, muchos de los cuales no reconocían al gobierno de México sino al británico, encabezado por la reina Reina Victoria. May había crecido bajo la tutela de Felipe Yam, poderoso cacique maya que había luchado contra el gobierno de Yucatán. Felipe se había casado con la madre de May y lo había prohijado hasta convertirlo en un guerrero valiente y en un líder respetado. Antes de lo dieciocho años Francisco May había logrado ser cabo de los aún rebeldes mayas y luchó como tal contra el general Ignacio Bravo. Encabezó los ataques contra el ferrocarril militar que llegaba a Santa Cruz y que había sido construido por Bravo. Con estas acciones consolidó su prestigio entre los mayas y al morir Yam y otros dos generales mayas, Guadalupe Tun y Silvestre May que ejercían el liderazgo en la zona, Francisco May se proclamó jefe supremo de los ejércitos mayas. Llegaba a su fin el régimen de Porfirio Díaz en México.
En 1915, al asumir el mando del ejército constitucionalista y de la gubernatura de Yucatán Salvador Alvarado, ordenó que salieran de Chan Santa Cruz los soldados federales y que entregaran el mando militar a los mayas en la que seguía siendo la capital de su provincia. Movió para tal efecto la capital del territorio federal de Quintana Roo a Chetumal, llamado entonces Payo Obispo. Los mayas quedaron otra vez como dueños absolutos de la región.
En 1918, después de promulgada la nueva constitución de México May Pech se entrevistó en Chetumal con el gobernador del territorio Octaviano Solís que lo atendió debidamente y con gran respeto. La intención de May era saber qué trato deberían esperar los mayas de parte de la federación pero también aclarar hechos de violencia ocurridos recientemente en la región en la que el líder maya y sus huestes habían tenido un enfrentamiento de armas con empresarios chicleros a los que incendiaron el campamento, dando muerte a algunos de ellos. La respuesta que obtuvo del gobierno le resultó favorable y regresó a su región investido de mayor fuerza política. Solís llegó al punto de invitar a May a la capital de la república a donde lo llevó para entrevistarse con el jefe máximo de la revolución Venustiano Carranza. La entrevista se llevó a cabo y Francisco May retornó a su tierra como líder indiscutible. Había logrado además que le dieran una importante concesión para explotar el árbol del chicle que le daría recursos económicos y mayor influencia.
Estos hechos produjeron la reacción adversa de otros jefes mayas que empezaron a recelar de May. A pesar de ello, éste logró mantener su poder a lo largo de los años logrando aún que varios gobernadores del territorio pactaran con él y lo mantuvieran como consejero, visitándolo inclusive en Chan Santa Cruz. Fue éste el caso de Antonio Ancona Albertos y de José Siurob. A finales de los años veinte del siglo XX, en una reunión propiciada por el gobernador territorial Siurob para pedir apoyo a los jefes mayas en la conducción del territorio, Francisco May pidió su retiro del liderazgo maya. El gobernador consideró que la presencia de May era todavía requerida y le pidió permanecer en la jefatura que ejercía.
El poder de May se desgastaba ya entonces y otros liderzagos surgían. En 1932 Francisco May fue expulsado de la región y se trasladó a vivir a Oxkutzkab en el vecino estado de Yucatán, donde residió por varios décadas. Al final de sus días, sin embargo, regresó a Chan Santa Cruz en donde vivió modestamente de una ayuda económica que recibió hasta su muerte del gobierno federal, a través del gobierno del territorio. Falleció el 31 de marzo de 1969.
En Felipe Carrillo Puerto hay un monumento que honra la memoria de Francisco May Pech.
El 30 de octubre de 2006 el Gobierno del estado de Quintana Roo decretó la creación de la Universidad Intercultural Maya de Quintana Roo, originalmente con el nombre de Universidad Intercultural de la Zona Maya del Estado de Quintana Roo. El Rector fundador es el Dr Francisco J. Rosado May, bisnieto del Gral Francisco May. Así, una de las luchas de los Mayas por tener acceso a educación de calidad, con respeto a su lengua y cultura, se hizo realidad. En 2015 terminó el rectorado de Rosado May, posicionado la UIMQRoo como la única Universidad Intercultural con el 100% de egresados titulados, con un nivel de empleabilidad mayor de 80%, con una cobertura de estudiantes provenientes de más de 150 comunidades mayas y con el porcentaje más alto de estudiantes egresados estudiando un posgrado y habiendo tenido experiencia de intercambio académico internacional. El cien por ciento de los programas educativos evaluarles alcanzaron el nivel I, el más alto nivel de calidad de la evaluación de los CIEES y se establecieron las bases para que la UIMQRoo sea la primera Universidad Intercultural en alcanzar la certificación ISO 9001.